# Internationales wissenschaftliches Komitee für die Geschichte der Preise
Das internationale wissenschaftliche Komitee für die Geschichte der Preise wurde gegründet im Jahr 1929 durch William Beveridge und Edwin Francis Gay mithilfe einer fünfjährigen Förderung der Rockefeller-Stiftung. Die Arbeit wurde unter nationale Leiter geteilt, nämlich William Beveridge für England, Moritz John Elsas für Deutschland, Edwin Gay für die USA, Earl J. Hamilton für Spanien, Henri Hauser für Frankreich und Alfred Francis Přibram für Österreich; hinzukamen später Franciszek Bujak für Polen und Nicolaas Wilhelmus Posthumus für die Niederlande; Arthur H. Cole war verantwortlich für die Finanzierung des ganzen Unternehmens.

## Werke
- Hamilton (Earl J.), American Treasure and the Price Revolution in Spain (1501–1650), 1934.
- Hamilton (Earl J.), Money, Prices and Wages in Valencia, Aragon and Navarre (1351–1500), 1936.
- Hauser (Henri), Recherches et documents sur l’histoire des prix en France de 1500 à 1800, 1936.
- Elsas (Moritz John), Umriß einer Geschichte der Preise und Löhne in Deutschland vom ausgehenden Mittelalter bis zum Beginn des 19. Jahrhunderts, 3 Bde., 1936–1949.
- Přibram (Alfred Francis), Materialien zur Geschichte der Preise und Löhne in Österreich, 1938.
- Cole (Arthur Harrison), Wholesale Commodity Prices in the United States 1700–1861, 1938.
- Beveridge (William H.) dir., Prices and Wages in England from the 12th to the 19th Century, 1939.
- Posthumus (Nicolaas), Nederlandsche Prijsgeschiedenis, 2 Bde., 1943–1964.
- Hamilton (Earl J.), War and Prices in Spain (1651–1800), 1947.